# Србија и Црна Гора на Песми Евровизије 2004.
Србија и Црна Гора дебитовала је на Песми Евровизије 2004. са песмом "Лане моје" коју су написали Леонтина Вукомановић и Жељко Јоксимовић. Песму су извели Жељко Јоксимовић и Ад-хок оркестар. Унија јавних емитера Србије и Црне Горе, Удружење јавних радија и телевизије (УЈРТ) организовала је национално финале Европ(ј)есма 2004. како би одабрала песму Србије и Црне Горе за такмичење 2004. у Истанбулу у Турској.
Србија и Црна Гора учествовале су у полуфиналу Песме Евровизије које је одржано 12. маја 2004. са песмом „Лане моје“. Касније се сазнало да су Србија и Црна Гора пласирале прво место од 22 земље учеснице у полуфиналу са 263 бода. У финалу је Србија и Црна Гора наступила на 5. позицији и заузела друго место од 24 земље учеснице са 263 бода.

## Позадина
Унија јавних емитера Србије и Црне Горе, Удружење јавних радија и телевизије (УЈРТ) потврдила је намеру да дебитује на Песми Евровизије 2004. након што је поднета пријава за учешће 2003. године, али је одбијена због касних промена у процедури. Србија и Црна Гора је претходно учествовала на Песми Евровизије од 1961. до 1992. као део Југославије (касније као СР Југославија). Национално финале под називом Европесма-Еуропјесма је коришћено да би се изабрала њихова такмичарска песма за 2004. годину.

## Пре Евровизије

### Беовизија 2004.
Беовизија 2004. је била друго издање Беовизије. Године 2004. фестивал је коришћен као полуфинале Европесме, националне селекције Србије и Црне Горе за учешће на Песми Евровизије 2004. године.

### Европесма-Еуропјесма 2004.
УЈРТ је заједно са два емитера у Србији и Црној Гори, српским емитером РТС -ом и црногорским РТЦГ-ом, извршио одвојене селекције како би одабрао двадесет и четири пријаве за пласман у национално финале: УЈРТ је доставио шеснаест пријава, РТЦГ четири пријаве, док РТС је 20. фебруара 2004. организовао Беовизију 2004, на којој се такмичило двадесет осам песама, а четири најбоље песме су се квалификовале за републичко финале.
Финале је одржано 21. фебруара 2004. где су се такмичиле двадесет четири песме. Победник „Лане моје“ у извођењу Жељка Јоксимовића одлучен је комбинацијом гласова жирија (8/9) и јавности Србије и Црне Горе путем телегласања (1/9).

### Контроверзе
Конкурс је изазвао контроверзе јер црногорски извођачи нису добили ниједан поен од српског жирија, док победник и другопласирани српске Беовизије 2004. године, Негатив и Борис Режак, нису добили поене од црногорског жирија. Ипак, коначни победник Жељко Јоксимовић добио је високе поене и од српског и од црногорског жирија.
Најављено је да ће формат такмичења бити проширен на полуфинале 2004. године. На крају полуфинала, Србија је најављена да је завршила у првих 10 и да се потом квалификовала за велико финале. Касније је откривено да се СЦГ пласирала на прво место у полуфиналу, са укупно 263 бода.
Србија и Црна Гора су се пласирале на друго место у финалу са 263 бода.